# A hinta (Renoir-kép)
A hinta (La Balançoire) Pierre-Auguste Renoir festménye, amely a párizsi Musée d’Orsay gyűjteményének része.
Renoir 1876-ban festette a képet. Az előtérben egy négyes csoport áll: egy gyerek, egy férfi háttal, egy másik, aki fatörzsnek támaszkodik és egy hintán álló nő. A kép egy pillanatfelvétel hangulatát adja: a szemlélő egy pillanatra belepillanthat egy beszélgetésbe. A gyerek és a fának támaszkodó férfi a háttal álló alakra tekint, ami azt sugallja, hogy az a nőhöz beszél, aki viszont nem néz rá, mintha kellemetlenül érezné magát, arca is kipirult. A négyes csoportot egy másik, jóval feljebb látható, vázlatosan megfestett ötös egyensúlyozza ki.
Az A hinta és a Bál a Moulin de la Galette-ben sok tekintetben hasonló képe Renoir-nak. A két festményt párhuzamosan, 1876 nyarán festette, A hinta modelljei, Edmond, Auguste Renoir fivére, Norbert Goeneutte festő és a montmartre-i fiatal lány, Jeanne feltűnnek a bált ábrázoló kép táncosai között is. Mindkét képet gondtalanságot sugárzó atmoszféra jellemzi. Renoir a két festményen arra törekedett, hogy visszaadja a lombok között átsugárzó fény játékát. A rezgő fények pasztell színű foltokként jelennek meg a ruhákon és a talajon, ami zavarta a kritikusokat, akik megtekintették az impresszionisták 1877-es tárlatát. A festményt, csakúgy, mint a Bál a Moulin de la Galette-ben című alkotást Gustave Caillebotte vásárolta meg.